# Carnage (stripfiguur)
Carnage is een fictieve superschurk uit de strips van Marvel Comics, en een vaste vijand van Spider-Man en Venom. Hij werd bedacht door David Michelinie en Mark Bagley, en verscheen voor het eerst in The Amazing Spider-Man #361 (april 1992), hoewel zijn alter ego al eerder werd geïntroduceerd.
Carnage is het resultaat van een symbiose tussen een mens en een buitenaardse symbioot, net zoals Venom. De Carnage-symbioot is ontstaan uit de Venom-symbioot. Hij is Spider-Mans meest moordlustige tegenstander.

## Biografie
Carnage was ooit de seriemoordenaar Cletus Kasady, die veranderde in Carnage toen hij versmolt met de Carnage-symbioot, een symbioot ontstaan uit de Venom-symbioot. Oorspronkelijk werd hij gezien als puur slecht in vergelijking met Venom, die meer een soort antiheld was geworden.
Zijn verleden is onbekend. Kasady beweerde dat hij zijn vader had vermoord, die blijkbaar Kasady’s moeder vermoord had. Toen hij nog jong was martelde hij vaak dieren. Toen hij twintig was werd hij al veroordeeld voor 11 moorden. Het is op zich dus ook niet verwonderlijk dat Carnage een zeer moordlustige superschurk is.
Kasady is meerdere malen gescheiden geweest van de symbioot, maar nooit voor lang. De Carnage-symbioot probeerde onder andere sterkere gastlichamen te vinden zoals Ben Reilly (om samen met hem Spider-Carnage te vormen), John Jameson en de Silver Surfer.
Venom besloot de Carnage-symbioot weer te absorberen waardoor Kasady machteloos werd. Kasady vond echter een replica van de symbioot in de Negative Zone.
Wellicht de meest bekende verhaallijn waarin Carnage een rol speelde was de Maximum Carnage verhaallijn uit 1993. Carnage en een aantal andere psychisch gestoorde superschurken (Shriek, Demogoblin, Carrion en Doppelganger) namen hierin New York over, maar werden verslagen door Spider-Man, Venom, Black Cat en enkele andere helden.
Carnage kwam ook voor in de miniserie Venom vs. Carnage in 2005. Hierin ontstond een derde symbioot genaamd Toxin. Carnage wilde deze nieuwe symbioot uit de weg ruimen, terwijl Venom hem juist beschermde. De toxin-symbioot bond zich aan politieagent Patrick Mulligan, die probeerde de krachten van de symbioot ten goede te gebruiken.
In de New Avengers is Carnage een van de superschurken die ontsnapt uit "The Raft". Maar Sentry vliegt met hem de ruimte in en scheurt hem in twee. Het is later bevestigd dat Kasady stierf maar dat de symbioot het overleefde.

## Ultimate Carnage
In het Ultimate Marvel-universum heeft Carnage een heel andere oorsprong.
Curt Connors creëerde een symbiootkostuum door gebruik te maken van het werk van Peter Parkers vader Richard Parker: het Venom-pak. Na een ongeluk verloor Connors het pak en vreesde dat jaren werk voor niets waren geweest. Hij wist later een monster van Spider-Mans bloed te bemachtigen en gebruikte dit om een nieuw organisme te creëren gebaseerd op het Venom-project. Door gebruik te maken van DNA van hemzelf, Venom en Spider-Man ontwikkelde Connors een unieke levensvorm. Deze levensvorm ontsnapte echter en groeide snel in omvang. Het wezen vermoordde Gwen Stacy, en werd daardoor snel geconfronteerd door Spider-Man. Die gooide het wezen in een schoorsteen waar hij blijkbaar aan zijn einde kwam.

## Krachten en vaardigheden
De Carnage-symbioot is gemaakt van een sterk flexibel weefsel dat elk type kleding kan imiteren. Het maakt hem ook niet detecteerbaar voor Spider-Mans spider-sense. Tevens kan het pak Venoms gave om Kasady’s aanwezigheid te detecteren uitschakelen.
Het pak geeft Carnage de gave om tegen de meeste oppervlaktes op te kunnen klimmen met zijn handen en voeten, een kracht die hij via Venom van Spider-Man had geërfd. Tevens kan Carnage net als Spider-Man een soort webben afschieten. Carnage kan, in tegenstelling tot Venom, enkele delen van zijn lichaam afstoten en als wapen gebruiken, maar ze desintegreren binnen 10 seconden.
Het kostuum geeft Carnage bovenmenselijke kracht, superieur aan dat van zowel Spider-Man als Venom. Tevens heeft hij bovenmenselijke reflexen en reactietijd, gelijk aan die van Spider-Man.
Cletus Kasady is een ervaren vechter en gewetenloze moordenaar.
Carnages tentakels kunnen mensen en wezens levend opzuigen net als Venom.

## Carnage in andere media
- Carnage kwam voor in de animatieserie Spider-Man: The Animated Series, waarin zijn stem gedaan werd door Scott Cleverdon. Hierin werd zijn ontstaan in gang gezet door de demon Dormammu. Cletus Kasady, die net daarvoor had gezien hoe Eddie Brock Venom werd, werd het gastlichaam van de Carnage symbioot. De Carnage in deze serie is veel kalmer en minder gewelddadig dan zijn stripversie, hoogstwaarschijnlijk als gevolg van de censuur die werd toegepast op de serie. Carnage wordt verslagen wanneer hij, Venom en Dormammu door een poort naar een andere dimensie worden gestuurd. 
 In de laatste twee afleveringen van de serie kwam Carnage weer voor. In deze afleveringen was te zien hoe in een alternatief universum Peter Parker werd overgenomen door de Carnage-symbioot en veranderde in de slechte Spider-Carnage. Deze werd uiteindelijk door de Spider-Man uit verschillende alternatieve werelden bevochten. Ondanks dat Carnage in de serie veel minder gewelddadig was dan in de strips maakte hij wel opmerkingen die naar zijn gewelddadigheid referenteerden. Zo moest hij nog een paar levens absorberen voor Dormammu, waarna hij zei "Only a few? Too bad!"

- Carnage was ook een van de vaste vijanden van Spider-Man in de animatieserie Spider-Man Unlimited. Vreemd genoeg werken hij en Venom in deze serie samen, terwijl ze elkaar in de strips niet uit kunnen staan.

- Carnage komt ook in veel computerspellen voor zoals The Amazing Spider-Man 2, Spider-Man/X-Men: Arcade's Revenge, Spider-Man & Venom: Maximum Carnage, Ultimate Spider-Man.

- In de film Venom in 2018 krijgt Carnage een cameo in de rol van slechterik waarin hij gespeeld wordt door Woody Harrelson. In de vervolgfilm Venom: Let There Be Carnage verschijnt Carnage als de hoofdschurk.